# 초전섬유퀼트박물관
초전섬유퀼트박물관(草田纖維─博物館)은 서울특별시 중구 남산동에 위치한 박물관이다.

## 같이 보기
- 서울특별시의 박물관과 미술관 목록
- 대한민국의 박물관과 미술관 목록